# 王孙琐
王孙琐（？年—？年），三国时期曹魏女性，王孙世之女。
相传王孙琐年方九岁，曾梦见与神交通，醒后哀不自胜。这样的事情持续了六年，近侍的督将于是将把这个情况上报朝廷。一日中午，魏文帝曹丕在北苑宴请宾客，遍邀名妓，日过西山，仍觉不够尽兴，乃命近臣引见王孙世之女，其人素颜玄发，丹唇皓齿，又表演歌舞，令众人惊惧离席。曹丕也对其非常中意，打算来日纳为妾室。此后事迹不详。